# 333 North Michigan
Le 333 North Michigan est un gratte-ciel de 121 mètres de hauteur (hauteur du toit) construit à Chicago aux États-Unis de 1927 à  1928.
Les ascenseurs intérieurs contiennent certaines des plus beaux reliefs art déco de la ville. Au 5e étage une série de bas relief en calcaire dépeignent des scènes de l'histoire de Chicago.
L'immeuble a été conçu dans un style Art déco par l'agence Holabird and Root. John Root a reconnu l'influence d'Eliel Saarinen et de son projet pour la construction du siège du Chicago Tribune.